# Ширли, Джеймс
Джеймс Ширли[уточнить] (13 сентября 1596, Лондон — 29 октября 1666, там же) — английский драматург, автор порядка 40 пьес, в основном комедий, трагикомедий и масок на темы, связанные с жизнью высшего класса общества Лондоне.
Учился в торговой школе Тэйлора в Лондоне, в колледже св. Иоанна в Оксфорде и затем в Кэтрин-Холле в Кембридже. В 1619 году он был рукоположён в священники англиканской церкви и получил приход около Сент-Олбанса. После перехода в католицизм с 1623 по 1625 год преподавал в школе в Сент-Олбансе. В 1625 году переехал в Лондон, поселившись в Грейз-Инн и начав писать пьесы. Он писал примерно 40 пьес, которые были поставлены в театрах Лондона. В 1642 году он, однако, был вынужден прекратить эту деятельность по причине принятия пуританского указа, запрещающего деятельность театров. После начала Гражданской войны между королём и парламентом примкнул к роялистам. После Реставрации вернулся к работе, занимался преподаванием, также написал несколько брошюр. В 1646 году начал издавать свои поэмы. Во время Великого пожара в Лондоне потерял в огне свой дом и вместе с женой умер осенью от холода и бедности, не имея жилья; был похоронен на кладбище св. Джайлса.
Наиболее известные пьесы: «Love Tricks» (1625); «The Maid’s Revenge» (1626); «The Brothers» (1626); «The Witty Fair One» (1628); «The Wedding» (1628); «The Traitor», его последняя и, по оценкам, лучшая трагедия (1631); «The Changes, or Love in a Maze» (1632); «Hyde Park» (1632); «The Gamester», получившая высокие оценки комедия (1633); «Ветреница», иногда называемая его лучшей комедией (1635); «The Cardinal» (1641). Он также считался одним из ведущих английских авторов масок: наиболее известной маской его авторства является «The Triumph of Beauty», а также «The Triumph of Peace», которая в 1633 году была представлена при дворе перед королём и королевой.